# Stauchitz
Stauchitz är en Gemeinde i Landkreis Meißen i det tyska förbundslandet Sachsen. Kommunen har cirka 3 100 invånare.

## Administrativ indelning
Stauchitz består av 21 Ortsteile.
| - Bloßwitz - Dobernitz - Dösitz - Gleina - Groptitz | - Grubnitz - Hahnefeld - Ibanitz - Kalbitz - Panitz | - Plotitz - Pöhsig - Prositz - Ragewitz - Seerhausen | - Staucha - Stauchitz - Steudten - Stösitz - Treben | - Wilschwitz |